# Anna Kavan
Anna Kavan (* Cannes, 1901 — † Londres, 1968), escritora inglesa

## Biografía
“Mientras la literatura se vuelve más y más comercial, la “verdadera” literatura está destinada a tomar formas cada vez más personales y oscuras hasta que finalmente sea legible sólo para un grupo reducido de personas sensibles.” (Anna Kavan)
Anna Kavan nació en Cannes bajo el nombre de Helen Emily Woods en 1901 y murió en Londres de sobredosis en 1968, a los 68 años. Marcada por el suicidio de su padre, se mantuvo bajo el influjo de una madre adinerada, que no contribuyó a mejorar su equilibrio psíquico. En sus relatos, en particular en la recopilación titulada Julia and the Bazooka, que muchos consideran su testimonio de suicidio, sugiere que la vida no es más que un amargo y doloroso peregrinaje.
Se casó y divorció dos veces, perdió a su hijo durante la Segunda Guerra Mundial, amigos suyos muy queridos murieron y ella casi siempre tuvo una salud quebradiza. Trató de suicidarse en tres ocasiones, pero antes de ser Anna Kavan también formó parte de las “chicas de sociedad”, según denominación de su amigo Brian Aldiss, en la década de los veinte, cuando en Nueva York pintaba, decoraba interiores además de escribir. Conocía bien esa ciudad y California, amaba la vida bohemia y cosmopolita. Durante su primer matrimonio vivió en Birmania. Pasó algún tiempo en Nueva Zelanda. También estuvo en Sudáfrica y residió en distintos países europeos, incluida la península escandinava, de donde seguro extrajo esa pasión descriptiva por los paisajes helados. Es probable que visitase en su hábitat natural a los lémures de Madagascar, su símbolo de un modo de vida mejor que hace su aparición a lo largo de las gélidas páginas de Hielo, como una meta inalcanzable. Y también en Mercury aunque con un significado más oscuro.
Pasó largos periodos recluida en hospitales psiquiátricos de los que extrajo amplios conocimientos de psiquiatría y psicoanálisis. Y su primer libro como Anna Kavan, Asylum Piece, basado en estas experiencias, fue publicado en Inglaterra en 1940.
En este primer libro como Anna Kavan, tan distinto a la literatura que había cultivado hasta entonces, ya aparece una de las constantes de su obra: un perseguidor, un perseguidor que tanto podrá adoptar una posición benévola, -el perseguidor busca a la chica por su propio bien- como todo lo contrario. En cualquier caso, como esa figura del perseguidor rendirá abundantes frutos literarios, dulcificará la angustia paranoica de Kavan: el apaciguamiento que se deriva del paso de lo real -la experiencia subjetiva- a lo simbólico del lenguaje.
Antes había sido otra mujer y otra escritora que se llamaba Helen Ferguson, apellido tomado de su primer marido Donald Ferguson con el que se casó a los 17 años. Helen Ferguson escribía convencionales novelas rosa que se desarrollaban en el condado de Home Counties, uno de los más ricos y conservadores de Gran Bretaña. En el curso de la década de los treinta, Helen Ferguson comenzó a experimentar una profunda metamorfosis, que algunos críticos como Brian Aldiss considera en parte fruto de su descubrimiento de Kafka. La Ka de su apellido nuevo nos podría facilitar una pista, pero es probable que más que Kafka, se desarrollara en ella una percepción brutalmente aguda de sí misma y del mundo, siempre considerado por Kavan como “demasiado grande, demasiado hostil, demasiado ruidoso” y que comenzase a experimentar delirios paranoicos a los que el consumo de heroína no pudo más que favorecer. Sin embargo debe ser cierto que la lectura de Kafka la situó, literariamente hablando, en un mundo nuevo en el que decir cosas distintas, puesto que Anna siente un extraño placer en deformar imágenes convencionalmente poéticas.
Según explica el escritor Rhys Davis, que la conoció profundamente, “su conducta en público tendía a ser errática. Podría tratar a sus invitados con la mayor delicadeza, y luego, bruscamente, arrojarles encima un pollo asado, refugiarse después en su bazooka –su jeringuilla- y ser finalmente descubierta en su cama leyendo una novela y comiendo bombones”.
Tras esta transformación, que implicó incluso un cambio físico, las novelas de amor desaparecieron tan rápido como su segundo matrimonio con Stuart Edmons, se recluyó en su casa de los Chitterns, unas colinas cercanas a Londres y se rodeó de perros feroces con los que se sentía protegida. Se dedicó a la cría de bulldogs y al cultivo de un jardín que decían, alcanzaba proporciones babilónicas. Su público, los lectores de sus novelas rosa, se olvidaron de ella por completo.
Cuando en el 1940 surge esa enigmática autora llamada Anna Kavan, con una colección de relatos que describen sus experiencias en los psiquiátricos de Suiza e Inglaterra y varios intentos de suicidio, que dejó atónita a la crítica, nadie asociaba a esta escritora rotunda e implacable, con la frívola señora que devoraba, lánguidamente, bombones en su dormitorio. La señora Helen Ferguson, escritora de masas, viajera, y buena conocedora de países remotos, o ciudades perfectamente civilizadas, había dejado de existir para transmutarse en aquella escritora que deja claro que la verdadera literatura es subjetiva, oscura y destinada a unos pocos.
Podría decirse que cuando Anna Kavan elige su nuevo nombre –lo cambió oficialmente, no era un seudónimo- se refugió en un mundo literario tan personal y excelso- que no sólo rebasó con mucho sus exigencias como escritora de novelas populares, sino que con frecuencia, resultó de una genial eficacia, parodiándose a sí misma. Esa contemplación cuasi narcisista estaba destinada a borrar del mundo el recuerdo de la mujer que fue y ya nunca más sería Helen Ferguson.
La obra de Kavan está poco traducida el español. Sólo se pueden encontrar cuatro novelas: Hielo, Mi alma en China, Mercury (las tres en la editorial valenciana El Nadir) y Sin amor (A Scarcity of Love), publicada por Ediciones Manantial (Buenos Aires, 2013). También son accesibles algunos relatos: el mencionado Julia y su bazooka, Anochecer de verano, ¿Uno de los liberados? Arriba en las montañas, y La citación. Estos relatos están en la edición que acompaña a la novela Mi alma en China que editó Grijalbo, en la colección Espejo de tinta.

## Obras
- Hielo. ISBN 978-99920-76-12-5 Editada en España por Trotalibros Editorial. Barcelona: 2021.
- Mi alma en China. ISBN 84-931761-8-4 Editada en España por El Nadir Ediciones. Valencia: 2004.
- Hielo. ISBN 84-931761-9-2 Editada en España por . Valencia: 2005.
- Mercury.ISBN 84-934029-8-2 Editada en España por . Valencia: 2006.
- Mi alma en China.ISBN 84-397-1867-5 Editada por Grijalbo. Madrid 1992.
- Hielo.ISBN 84-322-4591-7 Editada por Seix Barral. Barcelona, 1987.
- Sin amor. ISBN 978-987-500-167-1 Editada en Argentina por Ediciones Manantial  . Buenos Aires, 2013.
- El descenso.ISBN 978-841-7181-994 Editada por Navona Editorial. Barcelona, 2019.